# Приморские чжурчжэни
Примо́рские чжурчжэ́ни (маньчжуро-приморские чжурчжэни) — этнографическая группа тунгусо-язычного этноса чжурчжэней, существовавшая в средние века на территории южного Приморья. Подобно амурским чжурчжэням, на территории Приморья существовали приморские чжурчжэни, которые обосновались в Приморье позже амурских. В юго-восточные районы Приморья и на побережье Японского моря разные племена чжурчжэней стали переселяться в конце X века. Процесс консолидации чжурчжэньских племён прошёл через сепаратизм и вооружённое сопротивление приморских народов. Культура приморских чжурчжэней в XII веке несла в себе традиции мохэской и бохайской культур. На территории Приморья под влиянием когурёских монахов учение Будды в IX веке признала только привилегированная часть Бохайского королевства. Принципиальных больших культурных различий между двумя группами чжурчжэней не было.
К 1211 году в Восточной Азии сформировалось противостояние двух сил: империи Цзинь и монгольской империи Чингисхана. Главной целью монгольского хана была борьба за власть в Азии, за передел территорий, утверждение господства монголов, и уничтожение заклятых врагов — чжурчжэней как народа. К 1216 году Чингисхан захватил Маньчжурию, северные Цзиньские провинции и в том числе среднюю столицу империи — Пекин. В 1217 году в северо-восточную часть Маньчжурии и Приморье под руководством цзиньского военачальника Пусянь Ваньну, спасаясь от монгольского нашествия, ушли чжурчжэни племени «ваньянь», где был создан военно-административный округ — Еланьский мэнъань. Вслед за ними ушли и народы восточных районов Маньчжурии — китайцы, тангуты, кидани, уйгуры, тюрки, корейцы и потомки переселённых в XII веке в центральные районы Китая амурских чжурчжэней. Эти беженцы-колонисты создали государство Восточное Ся, построив за короткий срок около сорока горных крепостей. После разгрома монголами в 1233 году Восточного Ся и учреждения темничества Кайюань, на территории северной части Маньчжурии и Приморья числилось немногим более 4300 оброчных семей.
С приходом чжурчжэней в 1217 году и других народов империи Цзинь, культура приморских чжурчжэней трансформировалась в многоэтническую, с качественно новыми прогрессивными чертами, чем дальневосточный мир народов того времени.